# Kraulschwimmen

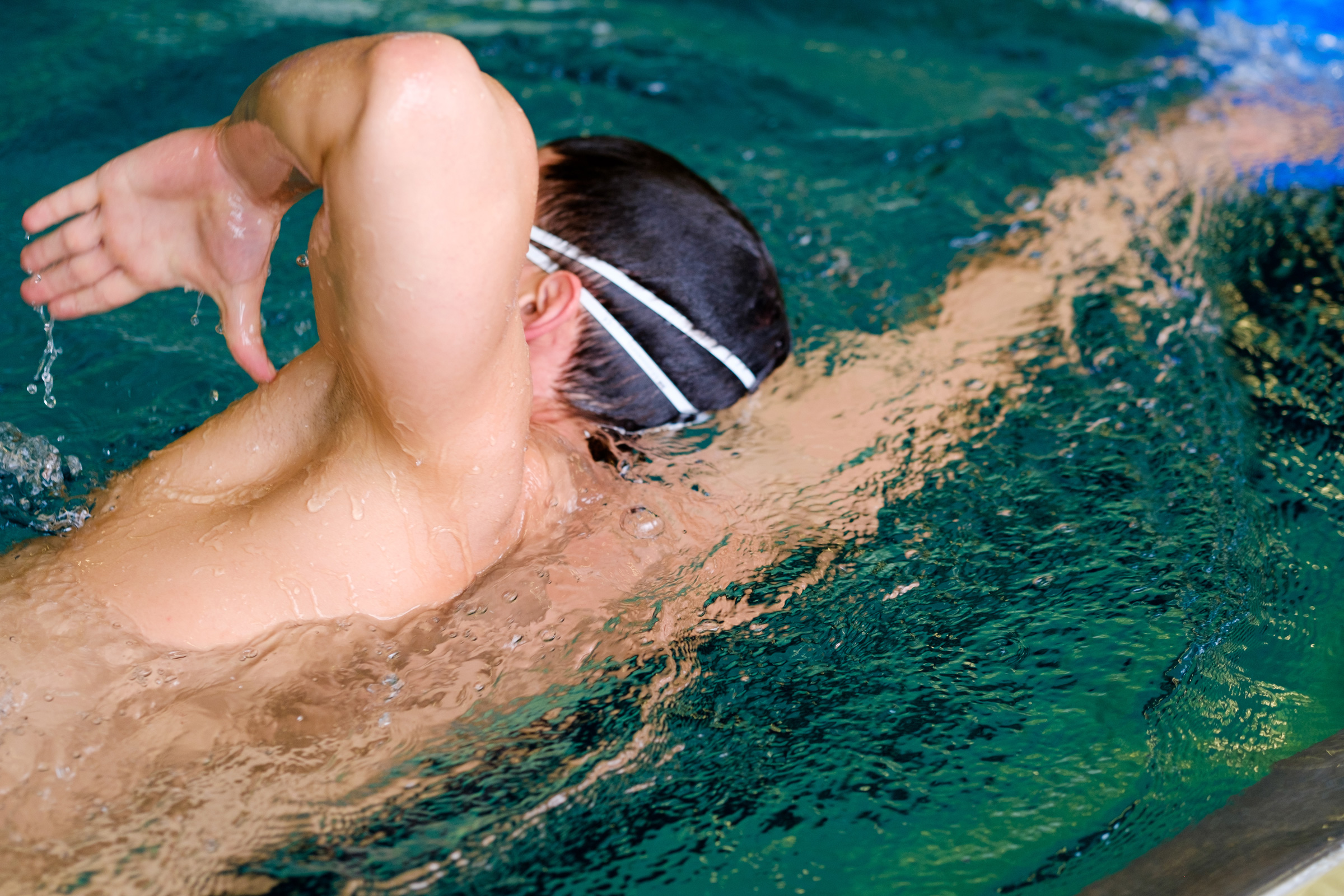
Training der Kraulbewegung

Das Kraulschwimmen, auch Kraulen (Schweiz: Crawlen), ist eine Schwimmtechnik. Sie zählt zum Bereich der Wechselschwimmarten. Da Kraulschwimmen die schnellste Schwimmart ist, wird im Freistilschwimmen praktisch immer die Kraultechnik bevorzugt. Kraulschwimmen ist keine Wettkampfdisziplin, und es gibt im Gegensatz zu den Wettkampfschwimmarten keine Technikrichtlinie vom DSV. Eine dem Kraulen zumindest ähnelnde Schwimmtechnik wurde vermutlich bereits im Alten Ägypten verwendet.

## Technik
Kraulen ist die schnellste Schwimmart, weil durch den wechselseitigen Armzug und den kontinuierlichen Beinschlag ein Antrieb ohne Unterbrechung erzeugt wird.
Das Gesicht des Schwimmers weist zum Grund des Gewässers. Zum Atmen wird der Kopf nicht wie beim Brustschwimmen vollständig aus dem Wasser gehoben, sondern seitlich gedreht. Dadurch bleibt der Körper in der horizontalen Ausrichtung.
Während eines Armzyklus (also zwei Armzügen) machen (schnelle) Schwimmer auf der Kurzstrecke in der Regel sechs Beinschläge, während Schwimmer auf der Langstrecke (oder Schwimmer, die nach der TI-Lehrmethode gelernt haben) in der Regel nur zwei Beinschläge machen.
Die übliche Wende beim Kraulschwimmen ist die Rollwende, bei der der Schwimmer – anstatt am Beckenrand mit der Hand anzuschlagen – eine Rolle macht und sich dann mit den Beinen abstößt.

## Geschichte
Der Schwimmstil, der sich später zum modernen Kraulstil weiterentwickelte, wurde in der modernen westlichen Welt erstmals 1844 bei einem Schwimmwettkampf in London gezeigt, wo ihn die Ojibwe-Schwimmer Flying Gull und Tobacco anwandten. Sie waren vom Britischen Schwimmverband eingeladen worden, um im Schwimmbad in High Holborn eine Schwimmvorführung zu geben und gegeneinander um eine vom Verband verliehene Silbermedaille zu kämpfen. Flying Gull gewann beide Wettkämpfe. Der ausgeruhte englische Schwimmer Harold Kenworthy setzte dann in einem dritten Wettkampf das Brustschwimmen ein, um die beiden, inzwischen müden, Ojibwe zu übertreffen. Er gewann mühelos. 
Wahrscheinlich deswegen blieben das Brustschwimmen und später der Seitenschwimmstil in den folgenden 50 Jahren bei britischen Schwimmern beliebt.

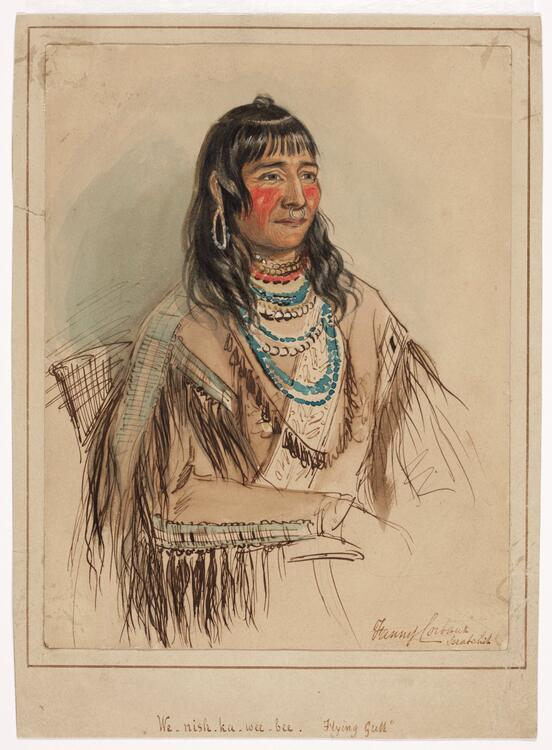
Fanny Corbaux, „We Nish Ka We Bee (Fliegende Möwe) in London“, 1844.

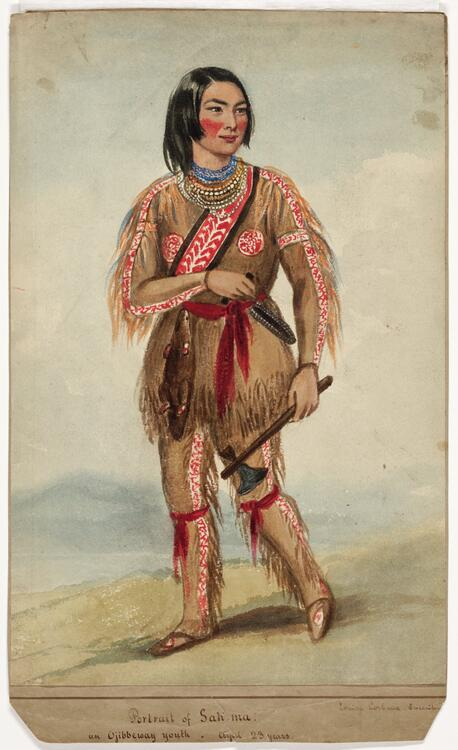
Louisa Corbaux, „Sah-Mah (Tabak)“, 1844.

Um 1873 lernte der britische Schwimmer John Arthur Trudgen das Kraulen. Nach unterschiedlichen Berichten entweder von den Ureinwohnern Südafrikas oder Südamerikas. Trudgen verwendete jedoch den gebräuchlicheren Seitwärts-Scherentritt anstelle des von den amerikanischen Ureinwohnern verwendeten Beinschlags. Dieser Hybridstil wurde Trudgen-Stil genannt. Aufgrund seiner Geschwindigkeit erfreute sich dieser Schwimmstil schnell großer Beliebtheit.
Dieser Stil wurde vom australischen Meisterschwimmer Richmond „Dick“ Cavill und von Alick Wickham, einem jungen Salomonen-Insulaner, der in Sydney lebte, weiter verbessert. Er schwamm eine Variante des Kraulstils, die auf seiner Heimatinsel in der Lagune von Roviana beliebt war. Ihre Modifikationen des Trudgen führten zu dem Schwimmstil, der heute als „Australian“ bekannt ist. „Crawl“.
Der amerikanische Schwimmer Charles Daniels modifizierte daraufhin den Sechserschlag und schuf so das „American Crawl“.

## Pädagogische Aspekte
Kraulen gilt als leicht zu erlernende Schwimmtechnik für Kinder, weil sie dem kindlichen Schwimmen („Hundepaddeln“) ähnelt. In den USA beginnt der Schwimmunterricht mit dieser Schwimmtechnik, während in Deutschland überwiegend zuerst das Brustschwimmen erlernt wird. Der DSV und die DLRG empfehlen aber das Kraulschwimmen als Erstschwimmart.